# 軒轅劍外傳 漢之雲
《軒轅劍外傳 漢之雲》是大宇資訊旗下轩辕剑系列的第十二款作品，由DOMO小組 (大宇資訊台北總部研發一部) 開發。正體中文版於2007年12月19日发售。簡體中文版则在2009年1月10日发售。游戏背景设定为三國時代。游戏前作为《轩辕剑伍 一剑凌云山海情》。本作是軒轅劍系列首次使用過場動畫聲優配音。以劇情內容與官方說法，此作與《軒轅劍伍 一劍凌雲山海情》、《軒轅劍外傳 雲之遙》並稱「軒轅劍伍系列三部曲」，《軒轅劍外傳 漢之雲》為此系列之二部曲，時間順序接在《軒轅劍外傳 雲之遙》之後、《軒轅劍伍 一劍凌雲山海情》之前，為系列之中位。
2016年，遊戲被改編為電視劇，并於2017年播出。

## 名称释义
“漢之雲”源自游戏中飛羽創始人趙雲与游戏主角皇甫朝云的一段对话。赵云说，他与主角的名字中都有一个云字，他们是大汉的中坚力量，是汉帝国的精英。但从上下文中不难理解，“汉之云”中的“汉”字并非狭指蜀汉政权，而是指益州百姓，蜀漢子民，或者说整个大汉的命運。
又，製作團隊證實遊戲女主角橫艾有如山中雲霧般的身子，以及她最後選擇了以自己的方式，拯救大漢即將傾覆之危機，因此她其實也是另一重意義下的第三位「漢之雲」。

## 故事情节
本次故事以飛羽部隊中的羽之部為主線。公元231年，汉丞相诸葛亮举行第四次北伐。特殊部隊飛羽配合北伐，奇袭敌人魏國後方，遭遇同為特殊部隊的魏國铜雀尊者。最終雖然打死敵將張郃，北伐仍失敗。其後飞羽领导人让羽之部去寻找蜀漢名將的兵器和巫山瑤花。一行人途中在吴国境地接納了孙尚香的义女耶亚希跟随出外“历练”。後飛之部領導者端蒙企图行刺诸葛亮，被羽之部救出；領導人焉逢得知自己實為軒轅劍轉世。後來諸葛亮第五次北伐，飛羽隨行，還於子午谷圍困司馬懿並打死銅雀尊者之首紫衣尊者（實為魏帝曹睿），汉军卻再度陷入了缺粮危机。死而復生的飛羽部隊持国使趙雲不滿诸葛亮多次北伐，劳民伤财却没有成果，派焉逢等人去刺杀诸葛亮。卻遇到銅雀尊者中的白衣尊者出现保護諸葛亮。此后飛羽都迷茫於隊友的接二连三的变故中。焉逢最終再次带领羽之部前去刺杀诸葛亮。与白衣尊者一番相持后，焉逢與白衣尊者决斗，亦認出對方為自己失散的弟弟---皇甫暮云，二人合體。此时诸葛亮也走完人生最后旅程。最後與紫衣的戀人，橫艾的妹妹赤衣尊者决戰。横艾为挽救临死的妹妹带她回巫山。
为了替暮云完成心愿，焉逢决定前往山海界。耶亞希始終在海岸苦苦等待焉逢歸來。一日終於看到一名自称青龙圣者的女子（即是軒轅劍伍中的夏柔）抱著軒轅劍自水面上走來，並告知耶亚希焉逢亡故的消息。焉逢的靈魂化為靈體出現，而此時人間已經過數百寒暑，耶亞希的肉體也早已化為塵土，靈體以焉逢曾給予的劍氣維持原貌。焉逢知道后大为感动，与耶亚希含泪相拥，之后二人的灵体消散于天地间。

## 角色介绍

### 主要人物
- 焉逢（配音員：李世揚）

本名皇甫朝云，年二十一，轩辕剑转世。其父为刘表旧部皇甫疾，有一孿生弟名皇甫暮云。生于东汉末年，由于曹操的赤壁兵败导致全家流离失所，父亲死于赤壁，姐姐和弟弟不知所終。年幼的焉逢被一位神秘人物（赵云）收养，并传授他武艺，他加入汉帝国的秘密组织——飞羽部队。经过一番努力，他取得了飞羽中最高的排名——焉逢。繼承的劍氣較弟弟少，又曾分出劍氣給予子君（即飞羽战士彊梧）、耶亞希，遇到巫山仙子前一直甚少使用劍氣(因朝雲難以駕馭劍氣)，後經巫山仙子使其力量覺醒，劍氣之力才提升許多。焉逢一直反思诸葛亮所进行的北伐。直到第五次北伐，其师趙雲被横艾等人复活，在与师父的交谈中，他決定為拯救大汉杀死诸葛亮。最后焉逢在觀星台上與一直保护诸葛亮的白衣尊者決鬥獲勝並殺死了白衣尊者，才知道對方實際上是自己失散多年的親弟弟暮雲，暮雲化成劍氣被焉逢吸收後其意識强烈地影响着他。于是焉逢决定去山海界完成弟弟的心願，并将身體交由弟弟暮云的意識主导。在山海界，暮雲为了向天女证明黄帝对她的爱，自杀而死。其外形恢复为轩辕剑，暮云的灵魂同天女一起被封印，而朝云的靈魂则沉睡在剑内。在青龙圣者的帮助下，焉逢的灵体与他的未婚妻耶亚希相见。
- 横艾（笙兒）（配音員：詹雅菁）

本故事之女主角，四樂器中玉笙之化身，為磬兒的姐姐，也是現任「壶中仙」。她最初著迷於青年時期的諸葛亮，然而孔明却一心想著自己的治国理想。为了提高自己的名望，娶了黄氏醜女为妻，这让横艾十分氣憤。然而她依舊在背後為孔明盡心，暗中引導刘备越馬檀溪、最後來到南陽，認識了諸葛亮，讓他得以如願一展抱負，此時她才默默离开了孔明。随后横艾遇到并爱上皇甫朝云，后又加入飞羽部队，在舊傷與新戀情之間掙扎。曾遭游兆懷疑為間諜(因其時常放符鳥探查軍情，某次被游兆視為奸細而動手)，而輕鬆將游兆制伏於地(致使游兆的不信任而後離開羽之部)，實力深不可測，甚至持國使趙雲本還有意任命其為廣目使，之所以會位居第九名實際上僅僅是因為喜歡“横艾”這個稱號而已。
- 彊梧（配音員：陳宏瑋）

年二十二，字子君，有著魁武英挺容貌的青年，性格直率，嫉惡如仇，以自己能身為飛羽部隊的一員而深深自豪。射箭技能已經到了百步穿楊的地步，武器也不外乎是巨弓強弩一類之兵器。和焉逢是戰場上出生入死的多年深交，因此在平日對話之時從來不用代號互稱，而是直接稱呼對方本名。由於不滿持國使刺殺諸葛亮的命令之下疆梧選擇了大義脫離飛羽部隊，最後和羽之部大打一場之後跟焉逢對話中突然自盡身亡。
在雲之遙資料片暮雲篇中揭露其姓名為嚴鵬，字子君。
- 徒維

年十七，是個容貌清秀，沉默寡言的術士，擅長療癒系法術，在戰場上總是閉目集中念力。平常總是閉目沉思，有必要時才說話，就算說話也是簡字短語，是飛羽部隊中最神秘的一位成員。和橫艾為同門師姐弟，也和她一樣不肯透露自己的道術師承，雖是師弟，飛羽部隊的「天干十傑」排名中卻反而比橫艾還高。當「羽之部」落入黃衣尊者的陷阱「回憶之殿」時，只有他保持堅決冷靜，不受任何影響的把眾人從悲傷的回憶及幻象中救醒。其真實身份乃是橫艾以年輕的諸葛亮為容貌模板，以草人做出的假人。
- 游兆

年二十四，個性積極，平時不斷得磨練自己。為名將趙雲之孫，自小也對追求名望這件事情充滿憧憬。武藝超群，使的是家傳絕技「常山槍法」。是個十分出色的戰士。因為不高興焉逢老是袒護橫艾，再加上對焉逢的處事態度也十分不滿，最後他轉調到了飛之部，爾後在端蒙一時衝動刺殺諸葛亮之後繼承了飛之部領導人地位。但最後在北原山頂刺殺司馬懿失敗，游兆也犧牲了生命。
在雲之遙資料片朝雲篇中揭露其姓名為趙昂。
- 尚章（配音員：陳宏瑋）

年十六，「飛之部」成員，神經十分大條沒心機。在一次夜襲魏營的任務中碰上銅雀尊者埋伏而掉入敵人設下的法陣中，之後由焉逢率領「羽之部」將其救出，端蒙為了感謝焉逢等人而將其調轉至「羽之部」。對耶亞希抱持著一種情愫，卻在得知她喜歡焉逢後退讓。真實身分為馬謖的么子，和端蒙沒有直系血緣關係，但仍舊認她為姊姊。參與飛羽的原因是想在姊姊身邊默默守護她。在故事結束後回到故鄉陪伴著父親和端蒙的墳墓。與司徒薔之間有著似有若無的情愫。多年後尚章重遇司徒薔, 並和她一同扶持過完一生。
- 端蒙（配音員：詹雅菁）

年十八，「飛之部」領導人，外表冷豔的女子，對周圍的同伴十分嚴厲冷淡。真實身分為馬良的長女，名為馬蘊。後因馬良夷陵之戰中不幸逝世而流落至南蠻，小時候過的十分艱辛，之後馬良之弟馬謖想起兄長有這名女兒，急忙派人至南蠻找回並視如己出般扶養長大。在「馬謖大意失街亭」事件後馬謖被諸葛亮下令斬首，導致端蒙對諸葛亮和張郃抱持著仇恨，從此一直想找機會報仇。外表雖冷淡，其實是個性彆扭，不擅於以言語表達自己的真實感情，明知昭陽對自己持有愛意，但一心只想著復仇而無視著感情之事。直到昭陽臨死前，才終於也表明了自己對他心意。之後，因得知諸葛亮在觀星台而單獨前去刺殺諸葛亮，卻不敵白衣尊者而慘敗，焉逢等人趕來後，已重傷不治而死（雲之遙中有提到端蒙是故意尋死，使焉逢憤怒而使用劍氣擊敗白衣尊者）。
- 耶亚希（配音員：傅其慧）

全名耶亚希·芭娜，原为夷洲（本作採用台灣之說）民，后来孙权派兵寻访夷洲，其主将将夷洲当地数千人虏来吳國，耶亚希和他的弟弟巴鲁瓦也在其中。后来耶亚希进了长公主府，给孙尚香做侍女，孙尚香见她擅长武术，且学的很快。便收她做义女。后来她对焉逢一见钟情，在孙尚香的安排下，跟随焉逢一同执行任务。后来得知其弟弟被孙峻所杀，耶亚希找孙峻评理，却被孙峻砍去双手。焉逢则用剑气为之重铸双手。后来焉逢在绝命崖受难，耶亚希挺身而出，救下了焉逢，从此焉逢答应娶她为妻，以回報其救命之恩。耶亚希性格单纯，有萝莉性质。她一直勇敢地追求焉逢。

### 夥伴
- 青冥

雙眼瞳仁異色，善用術法，能通達神靈與精怪。常會主動提醒他人身邊的穢氣，因此不見容於故里，流浪於各郡縣之間，直至問道於于君道天師，從此潛心修道，自稱青冥道人，走遍各地，欲以替百姓解難驅邪為己任。
有一次提醒長安客棧老闆將有火災，火災發生後卻被人誤以為是放火兇手（詳見雲之遙），伴在青冥身邊的女子裘暖從此便決定借青冥作行騙斂財之事。青冥發現真相後和裘暖爭執，後來為了在惡鬼魑魅手下救回裘暖而自廢雙目，可惜仍救不了裘暖，為了替從前行騙斂財之事贖罪而加入了主角的隊伍之中。
- 司徒蔷

一身斯文的书生剑客装扮，但实际上是女子，虽会剑术却不甚专精、仅能防身。胸怀大志，处世机灵，脑中似乎随时都有谋略供他渡过所有难关。父亲原是魏国医官，后因治疫不力遭罢，举家放逐。父亲死后，司徒蔷便想运用其自幼所习的知识，行走各地教授防疫知识。
於遊歷旅途中救了不少人，亦因此紅粉纏身，曾為救溺水的許家堡小姐許婉兒而渡氣給她，因引來許婉兒的愛幕和追求；也曾為山賊頭子治療（詳見雲之遙蘭茵篇支線）而被山賊頭子看上；最後為了逃避種種狂峰浪蝶,亦為方便宣導防疫知識而加入了焉逢的隊伍中。及後她遇上了兒時的未婚夫婁彥, 婁彥為補償當時婁家跟她解除婚約, 不單尋回司徒薔之兄的佩劍銀汶淍月, 更說要帶她走, 但司徒薔回望了尚章一眼後, 便說自己希望繼續宣導防疫知識而拒絕了他。她和尚章之間有著微妙的感情。
- 马弃

因養母受人所託將他養育長大，只知其姓馬，便以〝棄〞字為名。
純真善良，個頭雖小，力氣甚大！但突遇變故，混跡於建業城中，為了某個目的籌錢。即便是低賤工作他也肯做。平時靠拾荒撿取財物以換得金錢，身上的服飾也是這樣撿來換穿。眾人只知道他是個小流浪兒，沒人知道他的來歷。實為马腾的孙子，马超的侄子。自小由养母华妍养大。身上带着马氏一族的信物马家玉。
因华妍想在曹操陵墓中取回祖上华佗所著的医书《青囊经》时在魏国惹上了麻烦，不得已抛下马弃孤身一人，后来马弃遇上焉逢一行人，由於馬棄並不想回華妍送他回去的馬家，及決定幫助焉逢等人平定亂世, 故加入了焉逢的队伍。

### 飛羽部隊成員
- 焉逢
- 端蒙
- 游兆
- 彊梧
- 徒维
- 祝犁

年齡最小的飛羽成員，從小與父親學習機關術而對機關術精通，因此父親死後受到諸葛丞相的重視而獲得代替父親以「祝犁」的封號加入飛羽的許可。負責擔任在流馬淵架設木流牛馬等重要任務。之後和飛之部在葫蘆谷以火攻埋伏司馬懿父子時遭銅雀尊者襲擊而負傷，此後未再出場。
在雲之遙中登場，本名為黃采兒。
- 商橫

飛之部唯一的法師。師承太平道術士崤山老人，曾爲諸葛亮製造出「七星續命燈」。之後在北原山頂刺殺司馬懿時遭銅雀尊者襲擊，在緊急情況下爲了救其他夥伴而使盡所有法力，當場死亡。
本名費庭，字季楚，在雲之遙中因為報仇選擇入魔與暮雲大戰而耗掉了平生一半功力，故漢之雲中其能力大不如前。
- 昭陽

飛之部成員，斯文的年輕劍士。向來對端蒙情有獨鍾，經常關心著她，卻未曾受過對方相同的待遇。端蒙曾因刺殺諸葛亮失敗而被打入大牢，等待受死刑。昭陽因擔心她而萬里迢迢趕到成都向焉逢等人告知此事。雖然知道行刺諸葛丞相為叛賊之舉，應受國法處置，心中卻期盼焉逢等人能替自己劫獄救端蒙。之後在北原山頂刺殺司馬懿失敗後，數日後因重傷不治而亡，臨死前曾向端蒙表白他的愛意、並向焉逢等人托付死後將其遺體送回箕谷小村的祖父母。
在雲之遙中有登場，但只提到他姓莫，本名仍然不明。
- 横艾
- 尚章

- 巫山四仙子

在游戏中分别以巫山仙子、洛神、横艾、赤衣尊者的身份出现。她们都是天女青兒将轩辕剑带到凡间的同时，带下来的四种乐器，经过千年幻化成人型，以姊妹互稱。由於四人仅有靈氣幻化而成之仙身，并没有实质肉体，于是四人约定，要在互不干涉对方、不依靠肌肤之亲的前提下，看谁能找到自己的終生摯愛。
- 一仙子巫山仙子（琴兒）

四樂器中玉梧桐琴之化身。她選中了周瑜，消耗了自己百年修为帮周瑜造出了东风，令其赢得了赤壁之战的胜利，从而也使周瑜放下名利，制造了病死的假象，一同到巫山隐居。
- 二仙子洛神（笛兒）

四樂器中玉笛之化身。她選中了曹植，在洛水与之一见钟情。曹植为她写了《洛神赋》。然而曹植却苦于人仙之别，最终还是与二仙子分别。之後因為不明原因（雲之遙中磬兒提到是為了曹植而走火入魔），元神耗盡而亡，由於遊戲中橫艾提到其二姐有在注意神器下落，故也是身份頗多迷團的人物。
- 三仙子横艾（笙兒）

- 四仙子赤衣尊者（磬兒）（配音員：傅其慧）

四樂器中磬之化身，為笙兒的妹妹。她選中了曹叡，在其影响下成为铜雀尊者中的赤衣尊者。在蘭茵篇中提及磬兒曾打通青衣、烏衣、白衣尊者的體內氣脈，使銅雀尊者的實力大幅提升(磬兒認為以原先的實力根本無法與飛羽抗衡。或許雲之遙中飛之部等人作為最後幾位魔王也為一暗示)，暮雲的純熟劍氣也拜她所賜。当曹叡被焉逢用剑气所伤致死后，於遊戲結尾陷入狂怒而使出全部元神之力与羽之部众人决斗。後戰敗被横艾带回巫山。

### 重要人物
- 白衣尊者（配音員：賀宇傑）

銅雀尊者中最會用劍者，實為徐庶的養子徐暮云，本名為「皇甫暮雲」，是焉逢童年時期逃難離散的弟弟，也是軒轅劍轉世。因為不慎殺死養父徐庶，懊悔的他便遵照徐庶的遺志前去保護諸葛亮，最後敗於焉逢的手下，被其吸收，因此而知道他心中的使命的焉逢，決定先前往山海界幫暮雲實現心願。
- 諸葛亮（配音員：梁興昌）

字孔明，在漢之雲的年代之時，年齡大約50歲。身為漢軍的丞相，為了完成先主劉備的願望而不斷進行北伐。
年輕時和笙儿相戀，然而因諸葛亮決定追求功業而產生裂痕，最後不了了之。
諸葛亮本身並不善於用兵，北伐遭逢多次敗績，依舊不願放棄，繼續不斷執著完成劉備的遺願。由於國力漸漸消蝕，因而遭到劉禪、朝中許多大臣的質疑。
最後遭焉逢以劍氣重傷，隨著白衣尊者的逝世而過世。
- 趙雲

字子龍，蜀漢大將，雖於在故事開始數年前已逝世，但因為橫艾所施的「續命之法」而再度重生。由於復活期間在民間徘徊，因此目睹諸葛亮持續北伐，導致民間負擔極大，蜀漢國力迅速消蝕，十分痛心與感嘆，曾私底下說服諸葛亮先暫時停止北伐，好讓國家所有百姓人民喘息安頓，不料卻遭拒絕。因此決定派遣飛羽部隊暗殺諸葛亮，結束眼前的悲劇。
諸葛亮死後，趙雲等待著焉逢從山海界回來，打算以焉逢當時一人即天下無敵之力，來討滅魏國；不料過了十年，焉逢仍然沒從山海界返回，「續命之法」的時間也到期限，使他再度逝世。
- 曹叡 ( 紫衣尊者 ) （配音員：梁興昌）

字元仲，魏明帝。面對蜀漢的入侵，他展開一連串的應對行動。
他派兵遣將、調度有方，使原本小看他年輕的老臣老將開始對他心服口服。同時，他也成立了精銳組織「銅雀尊者」，以紫衣尊者的身分率領一群高手對抗大漢尖兵「飛羽」。由於曹叡的機智聰明，他比司馬懿還要早看穿諸葛亮北伐的戰略目標─「非圖長安，意在涼州」。而為了到前線作戰，曹叡讓神似自己的雙胞胎哥哥曹璿冒充他，做影子皇帝來主持朝中大局。
在諸葛亮第五次北伐時，曹叡親征相應蜀漢出師的東吳，擊敗孫權後向死去的祖父曹操自詡「生孫當生曹元仲」(當年曹操稱讚孫權「生子當生孫仲謀」)，但在得知負責對抗蜀漢的黃衣尊者、烏衣尊者敗於飛羽的消息，立即返回五丈原。在葫蘆谷為救司馬懿一命，而被焉逢的劍氣所傷，回到魏營後傷重不治，臨死前託付司馬懿輔佐哥哥的重任。

## 名词释义
飞羽部队
飛羽部隊為漢軍中類似特種部隊的神祕部隊，就連漢軍都沒有人知道這個部隊的來歷。而飛羽兩字是取自於蜀漢名將「關羽」和「張飛」二人之名而成。至於天干十傑的稱號，則是源自於《史記‧曆書》中的天干別稱，分別是「焉逢（甲）」、「端蒙（乙）」、「遊兆（丙）」、「彊梧（丁）」、「徒維（戊）」、「祝犁（己）」、「商橫（庚）」、「昭陽（辛）」、「橫艾（壬）」、「尚章（癸）」，四名領導者的名稱是取自佛教的四大天王。
- 持國使

飛羽的創立者，但在故事開始的數年前因病逝世，其真實身分為蜀漢大將趙雲。
- 增長使

飛羽的領導者，任務和多聞使一樣，在多聞使分身乏力之時由他給予兩部任務，其真實身分是蜀漢大將魏延，於持國使逝世後和多聞使鄧芝一同主持飛羽部隊的大小事務。最後因為不甘於沉寂而和杨仪姜维等人不和，慘遭屠滅三族，也直接導致飛羽部隊的瓦解。
- 多聞使

飛羽的領導者，負責給予飛之部和羽之部任務，其真實身分為蜀漢大將鄧芝。
- 廣目使

飛羽的傳令者，其真實身分為蜀漢著名文官之一的費禕。對於持國使下令刺殺諸葛亮大為不滿，因此將飛羽名單洩漏給諸葛亮。也在成為蜀漢掌權者之後消除所有飛羽的資料，令其在歷史上銷聲匿跡。
续命之法
本作中新增的陣法。將女媧石、蜀山瓊芝、雪山玉蔘、巫山瑤花四樣聖物力量注入死者的軀體，便能令其復生並延長約十年左右的壽命。其缺點是生前的宿疾等也會一併繼承，且需要一段時間讓記憶慢慢回復。

## 与历史、小說的出入
在《漢之雲》以前，三国这段历史便一直为各种历史题材游戏所表现，代表作有KOEI（日商光榮）的《三国志系列》游戏等。但这些游戏大都以《三国演义》中所记述的历史为历史架构。《汉之云》并没有采用三国演义的说法，但也没有完全采用三国志正史，而是以比較偏向正史的基礎上，對历史人物进行了藝術加工（如诸葛亮，周瑜等人），以呈現游戏试图展示的劇情與思想脈絡，頗類似一般影視動漫作品所做的處理。

### 三國國號
《漢之雲》將三國並稱為「魏漢吳」，而非俗稱的「魏蜀吳」；遊戲中參照史實，蜀漢一方皆自稱「大漢」，軍旗一律繡著「漢」而非「蜀」，也從不承認「魏」的合法性，一律將他們貶稱為「賊」或「曹賊」。而曹魏也一律貶稱蜀漢為「蜀」或「蜀寇」，亦同樣不把他們當作是一個合法政權或國家，只把他們當作地方賊寇；而對諸葛亮的「北伐」，更一律只稱之為「入寇」。

### 诸葛亮
《漢之雲》对诸葛亮的形象塑造頗具争议，被一些玩家認為放大解读了陈寿于《三國志》中的「应变将略，非其所长」的说法。陳壽之說，或指诸葛用兵不及其政治才能，或指諸葛亮善於治軍而不善奇謀。在游戏内，仍多次肯定諸葛亮乃是治國安邦之良才，也以此才能輔佐善於游擊而拙於行政後勤的劉備，並認為諸葛亮不如正史中真實的劉備那樣長於靈活作戰，並經由端蒙、徐庶、橫艾、趙雲等人之口，多次予以質問與批判。事实上，蜀汉在战争时大多时候处于主动。诸葛亮在任时，因为其重视生产与卓绝的内政才能，蜀汉国力并未受负累，反而得到极大发展，裴松之注记载「及其兵出入如宾，行不寇，刍荛者不猎，如在国中。其用兵也，止如山，进退如风，兵出之日，天下震动，而人心不忧。」「亮之治蜀，田畴辟，仓廪实，器械利，蓄积饶，朝会不华，路无醉人。」司马懿在诸葛亮去世后查看军营，對其井然有序大為吃驚，评价其“天下奇才”，晋书亦有西晋前期练兵效诸葛亮八阵之法的记载。游戏中的诸葛亮形象，較屬於與過去在《三國演義》中被過度神化的諸葛亮形象的另一极端，兩方均和真实历史的诸葛亮形象有所偏离。
遊戲中，晚年的諸葛亮擔憂自己若有生之年無法完成克復中原的重任，將無以報答劉備的知遇與提拔之恩，因而年年北伐，但由於他非用兵之才，因而連年北伐，屢敗屢戰，勞而無功，反而更受困於曹叡君臣所設下之長期消耗戰略中，國力嚴重耗蝕，蜀中百姓漸漸疲憊，因而慢慢可能動搖國土僅有益州一隅的蜀漢命脈。最終亦自我認識而選擇被刺。不過遊戲再最後，對諸葛亮的人格與鞠躬盡瘁，仍有著極高的正面評價。

### 張郃之死
張郃是一代名將，善於帶兵作戰，曾在街亭大敗馬謖，成功遏止諸葛亮的第一次北伐攻勢，威震西陲。《三國志》記載後來諸葛亮第四次北伐時，司馬懿打算派兵馬追擊因糧盡而撤退的蜀漢軍。張郃反對（因为蜀汉军队刚刚大破魏军，魏军仅能保全营寨，蜀汉处于战争主动，只是归师而非败军），認為必有埋伏，但司馬懿不聽，最後張郃部隊果在木門道遭遇蜀漢斷後部隊埋伏，因膝蓋中箭不治身亡。
《三國演義》則正好跟《三國志》敘述顛倒過來，變成司馬懿判斷必有埋伏，而張郃不顧司馬懿苦心勸阻，執意去追擊敵人，結果才掉入諸葛亮陷阱中而死。游戏則基本採納了《三國志》的說法，但加入了飛羽以其孫做誘餌迫其親自出馬，結果被端蒙下令射殺的劇情；遊戲並推而廣之，描寫司馬懿事後為了脫避自己的責任，於是親自上書皇帝，報告张郃乃是中伏，膝蓋中箭失血過多而亡，而朝中史官最後也采信了这一说法。

### 曹&曹
魏明帝曹叡在位時期乃是魏國全盛時期。曹叡為著名美女甄宓之子。本人容貌秀美，聰明果決，早年曾兩次御駕親征，分別擊敗當時赫赫有名的孫權、諸葛亮兩大人物，功績輝煌，一時聲震天下。但他在位晚年過度沈溺於土木建築，勞民傷財，可以說是非常兩極化之君主。
《三國演義》中，曹叡被刻意淡化處理，因此幾乎沒有存在感；一些重大戰略決定也都被偷偷挪去變成司馬懿的功勞。但遊戲中則比較趨近正史，讓他表現相當活躍醒目。曹叡私下偷偷成立了「銅雀尊者」組織，親自帶領他們在敵前敵後暗中活躍；而他不在皇宮的期間，便由其愛好土木工程的雙胞胎哥哥曹璿擔任影子皇帝。最後曹叡因輕敵而早逝，於是曹璿成為晚年的魏明帝。遊戲以此來解釋魏明帝何以前後如此兩極化之原因，饒富趣味。不過历史上，其實并无曹璿这个人，乃是遊戲為了劇情趣味而杜撰出來架空人物。遊戲中並採納「洛神傳說」，將曹叡父親設定為曹植，而非魏文帝曹丕之子。不過與「洛神傳說」不同之處在於洛神與甄宓並非同一人。

### 木牛流马
木牛流马眾說紛紜，學者一般認為那是一种改良過之人力獨輪輜重車，較大者為「木牛」，小者為「流馬」，而非民間傳說中的什麼怪異神奇之物。在游戏中，則維持將木牛解釋成是獨輪車，而流馬則是一种利用山体高低落差来运送物资的流籠索道。

## 遊戲系統
按照軒轅劍的傳統，漢之雲依然沿用了軒轅劍伍的RenderWare引擎，但開發者著力提升了遊戲的畫質，使之與正傳有很大改觀。但漢之雲固定了遊戲視角，同時也繼承了正傳的一些程式漏洞。
戰鬥系統是改動最小的系統，因此漢之雲的戰鬥系統也和正傳一樣備受玩家批評。相比之下，漢之雲的戰鬥系統還是有一些新內容，利用不少戰鬥中，玩家在面對兩組怪物時可以選擇幫其中一組，該組怪物則逃離戰場，戰鬥難度從而降低。戰鬥中敵方的數量也由五代的3人增加到5人。
開發者還在一個特定的戰鬥中加入了廣告成分，即為大宇自製線上遊戲《軒轅劍網路版2代：飛天歷險》做宣傳。

### 壺中世界

漢之雲的煉妖壺系統「壺境」一覽

在前作中，軒轅劍系列特有的煉妖壺系統被移除。漢之雲中開發者重新加入了該系統，並且進行了較大規模的改進，融合了煉妖系統、天書系統、本陣系統，以及《仙劍奇俠傳四》的鍛冶系統的綜合體。
- 仙境小庵

相當於五代的本陣系統，超過9名以上的隊員可以待在裏面休息，也可以透過這個系統進行隊伍調整。
- 鍛冶坊

類似于仙劍奇俠傳四的「鍛冶系統」。可以透過選擇對武器進行鍛冶的怪物之不同，而對送進鍛冶坊中的武器做出屬性能力之類的加成影響。已經被鍛冶過而有所加成的武器防具是無法再送進鍛冶坊進行加工，然而仍可使用煉妖爐進行改造。
- 鬼神之塔

相當於四代天書系統中的「房屋」，可以將自己不需要的怪物驅逐出境，也可以詳細檢視怪物的資料。收妖的方式和前幾代一樣，但這次是使用「收妖術」。
- 煉妖爐

相當於一代以來的「煉妖系統」。操作也和之前的煉妖系統相當，一樣是分成數個種族，以不同的方式組合可以組合出許許多多的變化。另外，本次的煉妖爐並不保證會百分百的煉化成功，如果像之前一樣進行超出使用者橫艾等級太多的煉化舉動，可能會導致煉化出來的東西並非原本預測的東西，甚至可能直接煉化失敗。

### 防拷程式
根據製作人呂志凱在接受巴哈姆特專訪表示，本次的防拷程式部份將改用SONY公司出品的SecuROM，而不再使用之前《仙劍奇俠傳四》時必須使用繁複手續的Starforce防拷程式。然而，SecuROM依舊在一個月左右便被中國盜版商所破解，而且立刻導致繁體正版銷售量迅速下滑。

### 音樂動畫
有別于前作採用大量新制音樂的做法，漢之雲沿用了從三代到五代的許多配樂，甚至軒轅劍五的開場音樂也被拿來充當戰鬥音樂。在配樂的風格上，也沿襲了《天之痕》一個旋律多重變奏的手法，主題旋律相當悲壯感人。其中《飛羽的戰鬥》《直到永恆》《劍之旅》等新制配樂，得到玩家的好評。

### 戰鬥系統
本作的戰鬥系統和軒五相同，但與蒼之濤等戰鬥系統幾乎相同的前代遊戲比較，本作中連普通攻擊和絕招都不會讓敵人的時間閘後退。不少玩家也反映漢之雲的戰鬥，可能是遊戲中較弱的一環。

## 销售情况
《汉之云》在台湾上市一周，销量达到六万套。據通路商處側面了解，由於北京奧運的關係，大陸審批在2008年8月前對境外出版物加強管制，因此包含《幻想三國誌4》正/外傳、《漢之雲》等遊戲的審批都被迫暫停。2007年末，游戏的盗版光盘抢先出现在大陸市面上。北京奧運結束後，這些遊戲皆順利通過審批，取得了發行資格。在距離台灣繁體版上市一年後，2008年12月17日寰宇之星正式宣布發行這三款遊戲。。
2014年7月24日，大宇資訊在《軒轅劍》與《天使帝國》新作發表會上透露，本作將與《大富翁8》一起登陸天貓旗下的天貓盒子。

## 前期猜测
早在2006年2月中旬，《軒轅劍伍》刚刚有消息的时候，就曾有谣言传说《轩辕剑伍》将与其外传同时登台。这一传说在《轩五》推出后不攻自破，而官方正式对外第一次公布《轩五》外传的消息是在2007年9月20日。随之推出的是官方网站的开通倒计时、和故事背景有奖竞猜活动。从此时起，官方网站每15天更新一次。
關於本作的命名，自从《轩辕剑伍》以来，玩家一直有所猜测。2007年9月中旬，中国大陆单机游戏网站《游侠网》首次公布了一张图片，其上标明了“漢之雲”这个名称，由於未得到官方信息，这个名称被认为是玩家自行创作。官网发布后，该传言得到验证，但“漢之雲”LOGO图像与之前公开的略有区别。此外，“飞羽”一词被认为是张飞和关羽的合称，后来官方证实了这一点。
2007年10月5日，一位卖家在《yahoo!奇摩拍卖》上出售《漢之雲》的预定版，并随之公布了大量的消息，其中包括發售日期、配置要求、主角设定等。

## 爭議
1. 後半段關於焉逢（朝雲）和橫艾、耶亞希的三角關係鋪陳不多，於是焉逢選擇耶亞希這段惹來批評。編劇吳欣叡（大毛獸）親自承認：橫艾是因為有製作人員希望女性角色提早加入而臨時增加的新角色，因此為了讓橫艾有戲份，便從耶亞希和端蒙的戲份中移了一部分給橫艾，但來不及改結尾而導致現在的結果[14]。另外，有部份原因是因為玩家以現代觀點去看待這段感情，導致自己無法接受[15]。
2. 有一些知情玩家曾在巴哈姆特討論區上披露：DOMO小組習慣把「企畫」劃分為編劇文編、戰鬥系統兩個群組，分別由不同人各自負責，因此常會見到劇情與戰鬥到後期仍未充分整合完全，出現彼此矛盾不一致的情形，如耶亞希故事設定為武藝師承孫尚香，但戰鬥中的表現則是偏向法師型角色等狀況。
3. 天干十傑中的昭陽、商橫、祝犁三人幾乎成了配角，像整部戲商橫在主線只講過一句台詞：「謝謝你，徒維。」飛之部在第四次北伐後，遊戲中便很少提到。而羽之部的同伴游兆很早便離開隊伍，加入飛之部便不再一起同行。對此在後來在和玩家的會面上，撰寫劇本的吳欣叡在這一點上的解釋是：「這一次我們遊戲重心並不在飛之部上，因此《漢之雲》從一開始，就沒有打算在描寫飛之部上花太多時間。」專案人呂志凱則暗示他們的故事應有可能在資料片或其他後續作中出現，不過前提是「要先還能有續作」才行，所以「請大家務必支持正版」。而後，三人的故事在雲之遙中則佔有一定戲份。